# József Rády
József Károly Rády (ur. 22 września 1884 w Szekszárdzie, zm. 11 października 1957 w Balatonkenese) – węgierski oficer i szermierz, dwukrotny medalista igrzysk olimpijskich i mistrzostw świata.
Na igrzyskach olimpijskich w Paryżu w 1924 roku Ödön Tersztyánszky, János Garay, Sándor Pósta, László Berti, József Rády, Zoltán Schenker, Jenő Uhlyárik i László Széchy wywalczyli srebro w szabli drużynowej. W szabli indywidualnej nie startował. Na rozgrywanych cztery lata później igrzyskach olimpijskich w Amsterdamie Węgrzy w składzie: Ödön Tersztyánszky, János Garay, Attila Petschauer, József Rády, Sándor Gombos i Gyula Glykais zdobyli złoty medal w szabli drużynowej. We florecie drużynowym zajął tam piąte miejsce. Startował również w szpadzie, indywidualnie odpadając w półfinałach, a drużynowo w pierwszej rundzie.
Podczas mistrzostw świata w Liège w 1930 roku (oficjalnie zawodu tego cyklu rozgrywane są pod tą nazwą dopiero od 1937) razem z kolegami z reprezentacji wywalczył złoty medal w szabli drużynowej. Ponadto na rozgrywanych rok później mistrzostwach świata w Wiedniu Węgrzy z Rádym w składzie zajęli drugie miejsce we florecie drużynowym.
W czasie I wojny światowej służył najpierw jako porucznik, a następnie kapitan 1. Pułku Huzarów. W czasie walk pod Ciocănești we wrześniu 1916 ciężko ranny w lewą rękę. Po powrocie do zdrowa został dowódca sztabu szkoleniowego kawalerii. W 1921 awansowany do stopnia majora, następnie podpułkownika (1925), pułkownika (1934) oraz generała w stanie spoczynku (1936). 29 lipca 1939 awansowany na generała dywizji. Odznaczony Medalem z Koroną (1928). Wielokrotny medalista mistrzostw kraju, w tym złoty: w szabli indywidualnej w latach 1926 i 1929: w szabli drużynowej w latach 1922, 1924, 1925, 1926 i 1928; we florecie drużynowym w latach 1925, 1926, 1927 i 1928 oraz we florecie indywidualnym w 1927. W latach 1926–1927 wiceprezes Węgierskiego Związku Szermierki.